# Валютний демпінг
Валю́тний де́мпінг — знецінювання національної валюти з метою нарощування експорту товарів за цінами, нижчими за світові.
Валютний демпінг дозволяє завоювати ринки збуту. Для його успішного використання обов'язковим є зниження курсу національної валюти у більших розмірах, ніж падіння її купівельної спроможності на внутрішньому ринку.
При валютному демпінгу:
- експортер купує товари на внутрішньому ринку за національну валюту, куплену за поточним курсом, продає їх на зовнішньому ринку за іноземну валюту за цінами, нижчими за середньосвітові
- курсова різниця, яка виникає при обміні вирученої іноземної валюти на національну за курсом, який за цей час зросте дозволяє отримати прибуток при знижених експортних цінах;
- експортна ціна може давати прибуток навіть при ціні нижчій за ціну виробництва або собівартості, проте може виникнути конкуренція з національними товарами в результаті їх реекспорту іноземними контрагентами.